# مالونك

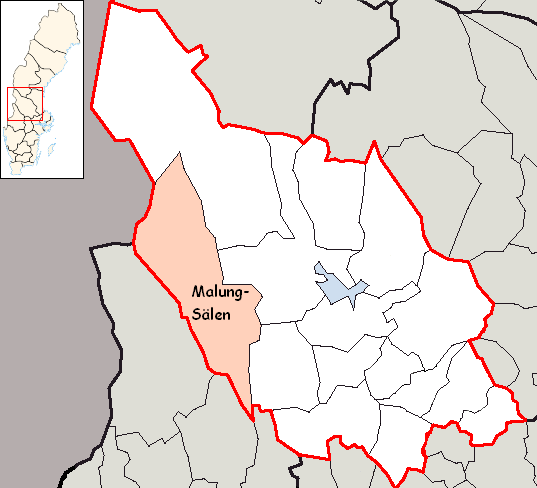
تمتد إلى النرويج Malung-Sälen حدود بلدية

هي منطقة حضرية في مقاطعة دالارنا دالارنا، حيث تقع فيها بلدية Malung-Sälens kommun إحدى البلديات في مقاطعة دالارنا، يقطنها أكثر من 000 5 نسمة حسب تعداد (عام 2005). وتمتد حدود البلدية للشمال الغربي إلى النرويج حيث تقع المنطقة السياحية Sälen والمعروفة برياضة التزحلق على الجليد والتي يرتادها الناس من معظم أنحاء أوروبا ودول الجوار.

عرفت المدينة في السابق بصناعة الجلود والملابس الجلدية واشتهرت في عموم السويد وبكونها المدينة الصناعية الأولى من حيث جودة ونوعية الإنتاج الجلدي. اما اليوم فهذه الصناعة لم تكن كعهدها في السابق وانما تراجعت كغيرها من الصناعات الحرفية التي كانت منتشرة في ارجاء مختلفة من السويد. وحسب إحصائيات مطلع القرن 21 فأن عدد المحلات بيع الجلود قد تقلصت للنيف 20 محل تتواجد في مناطق قريبة من المدينة هذه.
المدينة كانت غنية في عهدها حيث ترتادها الايادي العاملة حتى من فنلدا وحيث تنتشر مصانع إنتاج الجلود، ولهذا كان للتلوث الصناعي نصيبة في المدينة نتيجة القاء المخلفات الصناعية الثقيلة كلاصباغ وغيرها من دون معالجة حيث بلغ التلوث اشده في سبعينات القرن المنصرم. أما اليوم فلم يتبقى من تلك المصانع غير Jofa وهو أحد الشركات التي كان قد عمل فيها أغلب سكان المدينة يوما.
لليد العاملة في مجال صناعة الجلود ترك اثرأ تقافيا قائما ليومنا هذا حيث انتشرت لغة محلية بين اوساط العاملين في هذا المجال وهي لغة اوجدها العاملون واصحاب المهن للحفاظ على اسرار وهوية المهنة والصنعة من العمالة القادمة من خارج المدينة. اسم هذه اللغة مقترن بالصنعة وهي ليست لغة سويدية وانما طريقة للتشفير فيما بينهم. حيث بأمكانهم التخاطب فيما بينهم من دون أن يفهم العمال الاجانب.
كما أن هنالك لهجة خاصة لهذه المدينة تنتشر بين اوساط سكان المدينة الاصليين تسمى بلهجة مالونك Malumgsmål. وهي كغيرها من اللهجات الأخرى لكنها تقترب من اللغة النرويجية وكذلك هنالك احرف خاصة ومقاطع صوتية تميزها عن اللهجات الأخرى.
الفعاليات والانشطة الثقافية للمدينة
لعل ما يميز المدينة في فصل الصيف وبالذات الاسبوع 29 هو مايسمى بأسبوع الرقص Dansbandsveckan التقليدي حيث تستعد المدينة لهذه الفعالية وتنصب منصات الرقص للزوار القادمين والذين تتباين اعدادهم بين موسم واخر وتسمع الاغاني وتشاهد الرقصات التقليدية على مدار الاسبوع وخلال كل ساعات اليوم.
الموقع الجغرافي

تقع المدينة على طول نهر Västerdalälven وعلى جانبيه. من الغرب مباشرة يحدها جبل Byråsen وهو أحد معالم الجغرافية في المدينة. أما المناخ فهو متطرف البرودة في فصل الشتاء حيث تنخفض درجات الحرارة إلى 33 تحت الصفر في بعض اوقات السنة في فصل الشتاء. أما في فصل الصيف فهو كباقي إجراء مناطق الممتدة على نفس خط العرض.
الموقع السياحي
إلى الشمال الغربي من المدينة توجد منطقة Sälen تزدهر سياحيا في وسط رياضة التزحلق على الجليد حيث المرتفعات. جهة يرتادها الرياضيون من أنحاء متفرقة من اروبا، المنطقة هذه حديثة العهد حيث لم تكن موجودة في الستينات من القرن المنصرم أما الآن فرواج السياحة تخلق فرص استثمارية وتجني ارباحا مجزية. حيث أصبحت موضع اهتمام الكثير من المستثمرين. عائدات المنطقة هذه تأتي بالنفع على البلدية بأكملها والتي أصبحت من الموارد المهمة جدا للمدينة بعد تلاشي وجود الصناعة الجلدية.

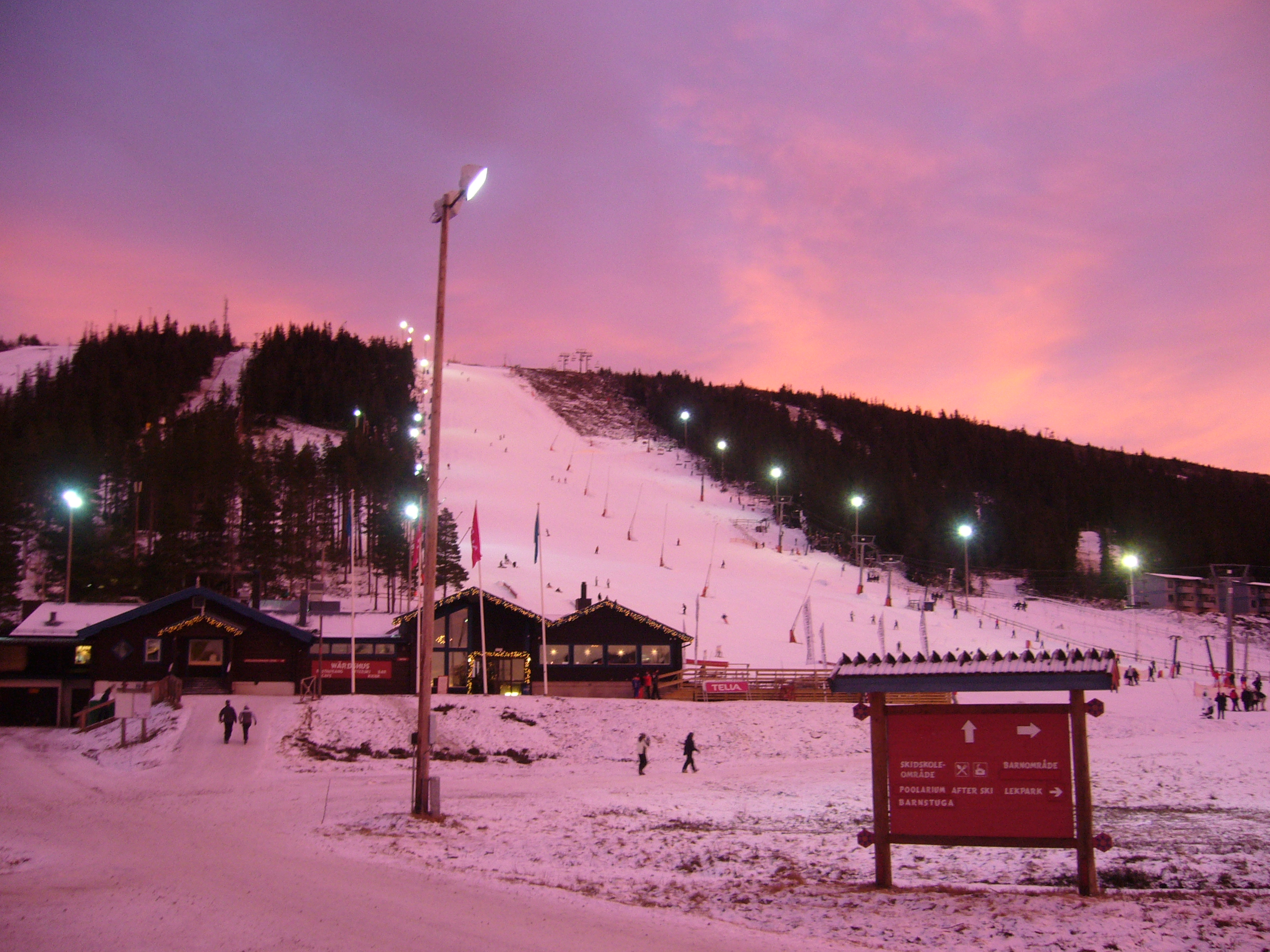
منظر غروب الشمس على طلال مرتفعات المدينة السياحية